# Гранд Бален
Гранд Бален (Река на големите китове) (на английски: Great Whale River; на френски: Grande rivière de la Baleine) е река в източната част на Канада, северната част на провинции Квебек, вливаща се в източната част на Хъдсъновия залив. Дължината ѝ от 724 км ѝ отрежда 35-о място в Канада.

## Географска характеристика

### Извор, течение, устие
Река Гранд Бален изтича от малкото езеро Сент Лусон (на 495 м н.в.), разположено в централната част на п-ов Лабрадор. До вливането си в голямото езеро Биенвил, реката няколко пъти сменя посоката на течението си, като протича последователно през 32 малки проточни езера. След изтичането си от Биенвил, чрез два ръкава, се насочва на запад, като преминава през множество прагове и водопади (височина до 15 – 20 м) и се влива в източната част на Хъдсъновия залив при две малки селища – Куджуарапик (ескимоско) и Вапмагустуи (индианско).

### Водосборен басейн, хидроенергийни проекти, притоци
Площта на водосборния басейн на реката е 42 700 km2, като на север граничи с водосборния басейн на река Пти Бален (вливаща се също в Хъдсъновия залив), на юг – с водосборния басейн на река Ла Гранд (вливаща се залива Джеймс), а на изток – с водосборния басейн на река Коксоак, вливаща се в залива Унгава.
В началото на 1970-те години държавната компания „Hydro-Québec“ запланува построяването на три ВЕЦ-а по реката в рамките на проекта „Залив Джеймс“. По-нататъшното планиране започва през 1986 г., носреща силна съпротива от местното население и от природозащитни организации и през 1994 г. проектът е изоставен. Осъществен е само в най-горното течение на реката, където е постраен язовир, водите на който се насочват на юг към ВЕЦ-вете построени по река Ла Гранд, като по този начин около 10% от водосборния басейн на Гранд Бален е пренасочен на юг.
Най-голям приток на Гранд Бален е река Коутс, вливаща се отдясно, на 35 км преди устието на Гранд Бален.

### Хидроложки показатели
Многогодишният среден дебит в устието на Гранд Бален е 680 m3/s. Максималният отток на реката е през юни и юли, а минималния през февруари-март. Снежно-дъждовно подхранване. От ноември до края на април-началото на май реката замръзва.

## Селища
В устието на реката има две малки селища – ескимоското Куджуарапик и индианското Вапмагустуи и база на канадските кралски ВВС „Грейт Уайл“.

## Етимология
Названието на реката се появява за първи път на 25 юни 1744 г. в корабния дневник на капитаните на два кораба Томас Мичъл и Джон Лонгланд, които по поръчение на „Компанията Хъдсън Бей“, търгуваща с ценни животински кожи изследват източните брегове на Хъдсъновия залив, които я назовават „Река Грейт Уайт Уейл“ (на английски: Great White Whale River; в превод на български – „Река на големите бели китове“). Твърде е възможно името на реката да произхожда от индианското название на реката и селището в устието ѝ Вапмагустуи, което в превод означава „Река на китовете“ или „Китова река“.